# Pachycordyle degenerata
Pachycordyle degenerata är en nässeldjursart som först beskrevs av Mayer 1904.  Pachycordyle degenerata ingår i släktet Pachycordyle och familjen Oceanidae. Inga underarter finns listade i Catalogue of Life.